# Ministère de l'Environnement (Finlande)
Pour les articles homonymes, voir Ministère de l'Environnement.
Le ministère de l'Environnement (en finnois : Ympäristöministeriö et en suédois : Miljöministeriet, sigle: YM) est le ministère du gouvernement de la République finlandaise.
Il exécute les décisions du gouvernement finlandais et de la diète nationale de Finlande concernant l'environnement et les questions de logement.

## Description
À la fin de 2013, le ministère emploie 236 permanents et 47 personnes à durée déterminée.
L'objectif du ministère est de développer une communauté écologiquement responsable et solidaire, de maintenir la Biodiversité et un habitat propice au  bien-être.
Le ministère fonctionne à l'échelle nationale et en coopération internationale.

## Établissements rattachés
- Centre de financement et de développement du logement
- Centre finlandais de l'environnement
- A-Kruunu

## Ministres

### Ministre de l'Environnement
| Année       | Ministre             | Parti | Parti | Gouvernement               |
| ----------- | -------------------- | ----- | ----- | -------------------------- |
| 1983–1987   | Matti Ahde           |       | SDP   | Sorsa IV                   |
| 1987–1991   | Kaj Bärlund          |       | SDP   | Holkeri                    |
| 1991–1995   | Sirpa Pietikäinen    |       | Kok.  | Aho                        |
| 1995–1999   | Pekka Haavisto       |       | Vihr. | Lipponen I                 |
| 1999–2002   | Satu Hassi           |       | Vihr. | Lipponen II                |
| 2002–2003   | Jouni Backman        |       | SDP   | Lipponen II                |
| 2003-2007   | Jan-Erik Enestam     |       | RKP   | Jäätteenmäki et Vanhanen I |
| 2007        | Stefan Wallin        |       | RKP   | Vanhanen I                 |
| 2007        | Paula Lehtomäki      |       | Kesk  | Vanhanen II                |
| 2007–2008   | Kimmo Tiilikainen    |       | Kesk  | Vanhanen II                |
| 2008–2011   | Paula Lehtomäki      |       | Kesk  | Vanhanen II et Kiviniemi   |
| 2011–2014   | Ville Niinistö       |       | Vihr. | Katainen et Stubb          |
| 2014–2015   | Sanni Grahn-Laasonen |       | Kok.  | Stubb                      |
| 2015-2019   | Kimmo Tiilikainen    |       | Kesk  | Sipilä                     |
| 2019-2021   | Krista Mikkonen      |       | Vihr. | Marin                      |
| 2021-2022   | Emma Kari            |       | Vihr. | Marin                      |
| 2022-2023   | Maria Ohisalo        |       | Vihr. | Marin                      |
| 2023-2025   | Kai Mykkänen         |       | Kok   | Orpo                       |
| Depuis 2025 | Sari Multala         |       | Kok   | Orpo                       |

### Ministre du Logement
| Année                | Ministre       | Parti | Parti | Gouvernement             |
| -------------------- | -------------- | ----- | ----- | ------------------------ |
| 1991–1995            | Pirjo Rusanen  |       | Kok.  | Aho                      |
| 1995                 | Anneli Taina   |       | Kok.  | Aho                      |
| Supprimé (1995-2007) |                |       |       |                          |
| 2007–2011            | Jan Vapaavuori |       | Kok.  | Vanhanen II et Kiviniemi |
| 2011–2013            | Krista Kiuru   |       | SDP   | Katainen                 |
| 2013–2015            | Pia Viitanen   |       | SDP   | Katainen et Stubb        |